# Chloe Dior
Chloe Dior (ur. 28 marca 1978 w Los Angeles) – amerykańska aktorka pornograficzna. Jej pseudonimy artystyczne to: Chloe Devore, Chloe i Drew Lynn.

## Życiorys
Urodziła się w Los Angeles w stanie Kalifornia.
Debiutowała w 2001 roku w wieku 23 lat w Extreme Teen 21 z Brianem Surewoodem. Wystąpiła potem w ponad 200 filmach dla dorosłych.
Gościła także w serialu dokumentalnym w reżyserii Dana Chaykina Pornucopia: Going Down in the Valley (2004)
W 2007 roku była nominowana do Adult Video News Awards w kategorii „Najlepsza scena seksu samych dziewczyn”.

## Nagrody i nominacje
| Rok  | Nagroda    | Kategoria                                      | Film                          | Inni wykonawcy | Rezultat  |
| ---- | ---------- | ---------------------------------------------- | ----------------------------- | -------------- | --------- |
| 2004 | AVN Award  | Najlepsza aktorka – film                       | Riptide (2003)                | –              | Nominacja |
| 2006 | XRCO Award | Najlepsza realizacja samych dziewczyn          | Belladonna: No Warning (2005) | –              | Wygrana   |
| 2007 | AVN Award  | Najlepsza scena seksu samych dziewczyn – wideo | Belladonna: No Warning (2005) | Belladonna     | Nominacja |